# Équipe Paule Ka
L'Équipe Paule Ka, già Bigla e Cervélo-Bigla, era una squadra femminile svizzera di ciclismo su strada, attiva come formazione UCI dal 2005 al 2009 e dal 2014 al 2020.
La squadra, diretta a partire dal 2015 da Thomas Campana, aveva sede a Immensee, nel Canton Svitto; partecipò a numerose edizioni del Giro d'Italia, con undici vittorie di tappa e una vittoria finale, nel 2005 con Nicole Brändli.

## Storia
La squadra venne fondata nel 2004 da Fritz Bösch, uno dei direttori della Bigla AG, azienda di mobili svizzera, grazie anche al sostegno della società di biciclette BMC. La sede si trovava nella città di Lyss. La società contava due differenti squadre, il team professionistico riconosciuto dall'UCI, diretto da Felice Puttini, che si allenava a Mendrisio e che fece il suo esordio nelle competizioni nel 2005, ed un team giovanile, seguito da Emil Zimmermann.
La stagione 2008 vide le atlete del team aggiudicarsi 11 gare internazionali, a cui si aggiunsero 14 podi e 15 vittorie in gare nazionali. Jennifer Hohl vinse il titolo nazionale in linea ed Andrea Wolfer divenne campionessa svizzera su pista. Le ragazze della squadra junior vinsero 3 gare internazionali e 7 nazionali, ed altre 15 volte salirono sul podio. All'inizio della stagione 2009 Sven Montgomery lasciò la società e venne sostituito da Andreas Zaugg. La rosa vide l'arrivo della campionessa svizzera Karin Thürig, la lituana Modesta Vžesniauskaitė e la svizzera Mirjam Hauser-Senn. Jessica Uebelhart ottenne un posto nella prima squadra dopo i buoni risultati nella formazione giovanile. Al termine della stagione lo sponsor principale Bigla, società del general manager Fritz Bösch, interruppe la sponsorizzazione della prima squadra, come previsto da tempo.
La società continuò l'attività giovanile a livello nazionale. Rientrò alle competizioni Elite nel 2012, sempre sotto la direzione di Emil Zimmermann e la sponsorizzazione di Bigla e BMC, includendo poi tra le sue file, per il 2013, la lussemburghese Nathalie Lamborelle e soprattutto la britannica Emma Pooley, vincitrice quell'anno del Tour du Languedoc-Roussillon e di due frazioni al Tour de Feminin. Il team ritornò definitivamente tra le squadre con licenza UCI nel 2014, sorretto dalla CUAG Sports Racing, società con sede a Lucerna diretta da Emil Zimmermann. Per la nuova stagione vennero messe sotto contratto tra le altre la finlandese Lotta Lepistö e l'olandese Vera Koedooder, ma non giunsero successi di rilievo.

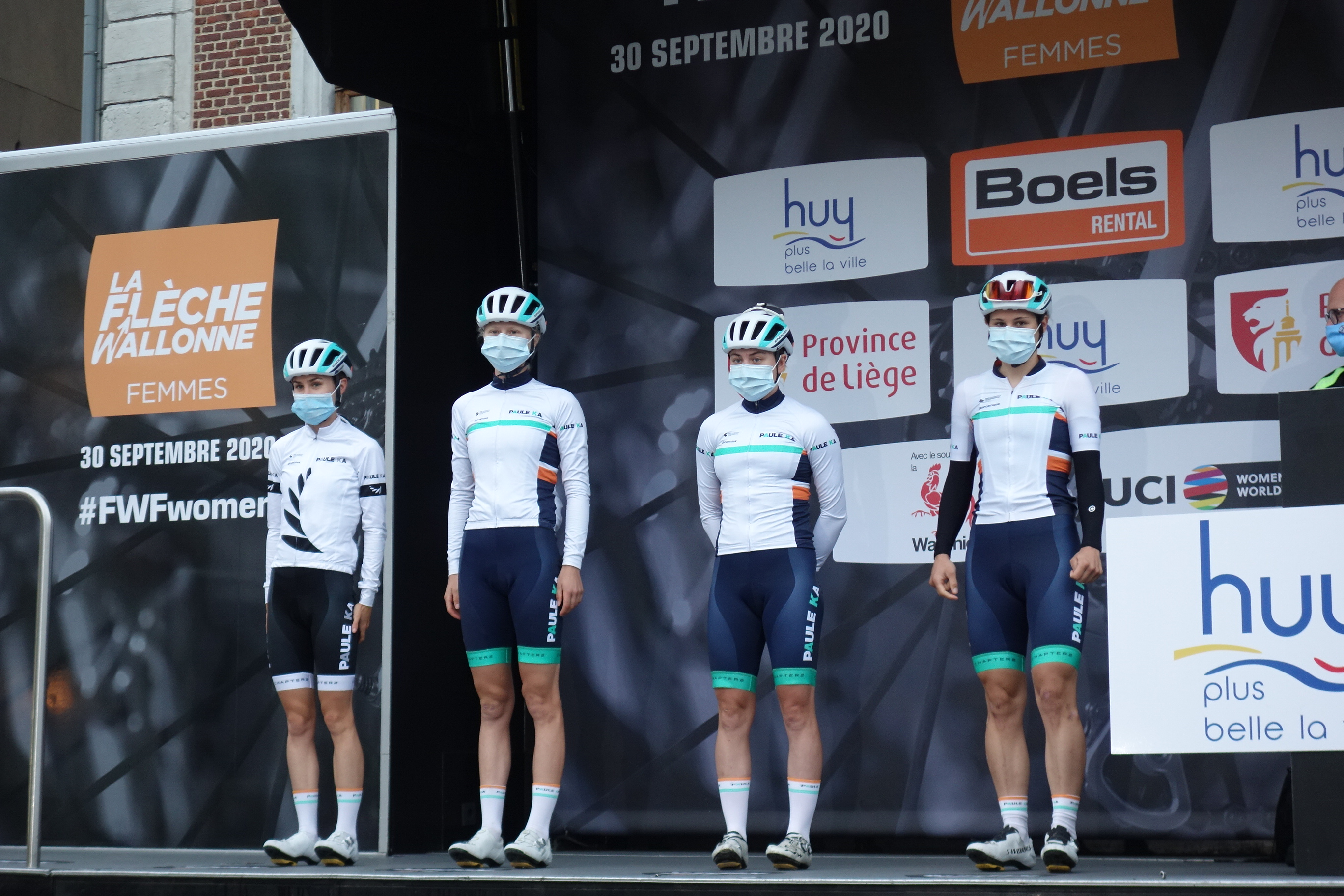
L'Équipe Paule Ka alla Freccia Vallone 2020

Nel 2015, con l'arrivo del nuovo sponsor Cervélo, del general manager Thomas Campana e di nuovi innesti come la sudafricana Ashleigh Moolman, l'olandese Annemiek van Vleuten (per un solo anno) e la canadese Joëlle Numainville, la squadra raggiunge il quinto posto nella classifica del calendario UCI e il quarto in coppa del mondo, ritornando ai risultati pre-2009. Moolman è la plurivittoriosa di stagione, con otto successi e diversi piazzamenti di rilievo. Nel 2016 Cervélo diventa primo sponsor, la squadra prende il nome Cervélo-Bigla e, pur mantenendo base svizzera, assume licenza tedesca. Nel 2019, con il ritiro di Cervélo dopo quattro anni e il passaggio di Moolman alla CCC-Liv, la formazione ritorna al nome Bigla; in stagione la britannica Elizabeth Banks dà alla squadra un successo di tappa al Giro d'Italia.
Dal 1º luglio 2020, grazie alla sponsorizzazione fino a fine 2024 della casa di moda francese Paule Ka, il team assume la denominazione Équipe Paule Ka. Con la nuova denominazione, il team vince una tappa al Giro d'Italia ancora con Elizabeth Banks, e la classifica giovani della corsa con Mikayla Harvey. A fine 2020, a causa dell'improvviso ritiro dello sponsor Paule Ka dopo soli quattro mesi, la squadra è costretta a chiudere.

## Cronistoria

### Annuario
| Anno | Codice | Nome                                                              | Cat.    | Biciclette | Dirigenza                                                                            |
| ---- | ------ | ----------------------------------------------------------------- | ------- | ---------- | ------------------------------------------------------------------------------------ |
| 2005 | TBG    | Team Bigla                                                        | WT      | BMC        | Manager: Felice Puttini Dir. sportivi: Nicola Puttini                                |
| 2006 | BCT    | Bigla Cycling Team                                                | WT      | BMC        | Manager: Fritz Bösch, Rolf Bülher Dir. sportivi: Felice Puttini, Emil Zimmermann     |
| 2007 | BCT    | Bigla Cycling Team                                                | WT      | BMC        | Manager: Fritz Bösch Dir. sportivi: Felice Puttini, Emil Zimmermann, Sven Montgomery |
| 2008 | BCT    | Bigla Cycling Team                                                | WT      | BMC        | Manager: Fritz Bösch Dir. sportivi: Felice Puttini, Emil Zimmermann, Sven Montgomery |
| 2009 | BCT    | Bigla Cycling Team                                                | WT      | BMC        | Manager: Fritz Bösch Dir. sportivi: Felice Puttini, Emil Zimmermann, Andreas Zaugg   |
| 2010 |        | Bigla Cycling Team                                                | Elite 2 | BMC        | Dir. sportivi: Emil Zimmermann, Marco Wyser                                          |
| 2011 |        | Bigla Cycling Team                                                | Elite 2 | BMC        | Dir. sportivi: Emil Zimmermann, Marco Wyser                                          |
| 2012 |        | Bigla Cycling Team                                                | Elite 2 | BMC        | Dir. sportivi: Ernst Meier, Emil Zimmermann                                          |
| 2013 |        | Bigla Cycling Team                                                | Elite 2 | BMC        | Dir. sportivi: Ernst Meier, Markus Nagel, Roland Schär, Emil Zimmermann              |
| 2014 | BCT    | Bigla Cycling Team                                                | WT      | BMC        | Manager: Emil Zimmermann Dir. sportivi: Ernst Meier, Mario Vonhof                    |
| 2015 | BCT    | Bigla Pro Cycling Team                                            | WT      | Cervélo    | Manager: Thomas Campana Dir. sportivi: Manel Lacambra, Dirk Baldinger, Corey Hart    |
| 2016 | CBT    | Cervélo-Bigla Pro Cycling Team                                    | WT      | Cervélo    | Manager: Thomas Campana Dir. sportivi: Dirk Baldinger, Fabian Jeker                  |
| 2017 | CBT    | Cervélo-Bigla Pro Cycling Team                                    | WT      | Cervélo    | Manager: Thomas Campana Dir. sportivi: Jochen Dornbusch, Carl Pasio                  |
| 2018 | CBT    | Cervélo-Bigla Pro Cycling Team                                    | WT      | Cervélo    | Manager: Thomas Campana Dir. sportivi: Thomas Campana, Fabian Jeker                  |
| 2019 | BIG    | Bigla                                                             | WT      | Chapter2   | Manager: Thomas Campana Dir. sportivi: Thomas Campana, Julian Winn                   |
| 2020 | EPK    | Bigla-Katusha (fino al 30 giugno) Équipe Paule Ka (dal 1º luglio) | CTW     | Chapter2   | Manager: Thomas Campana Dir. sportivi: Thomas Campana                                |

### Classifiche UCI
Aggiornato al 31 dicembre 2020.
| Anno | Classifica | Pos. | Migliore cl. individuale |
| ---- | ---------- | ---- | ------------------------ |
| 2005 | World Cal. | 6º   | Nicole Brändli (8ª)      |
| 2005 | World Cup  | 6º   | Nicole Brändli (8ª)      |
| 2006 | World Cal. | 4º   | Nicole Brändli (7ª)      |
| 2006 | World Cup  | 4º   | Nicole Brändli (7ª)      |
| 2007 | World Cal. | 7º   | Noemi Cantele (4ª)       |
| 2007 | World Cup  | 7º   | Noemi Cantele (4ª)       |
| 2008 | World Cal. | 9º   | Noemi Cantele (25ª)      |
| 2008 | World Cup  | 6º   | Monica Holler (15ª)      |
| 2009 | World Cal. | 7º   | Noemi Cantele (6ª)       |
| 2009 | World Cup  | 8º   | Noemi Cantele (17ª)      |
| 2014 | World Cal. | 15º  | Vera Koedooder (48ª)     |
| 2014 | World Cup  | 12º  | Lotta Lepistö (22ª)      |
| 2015 | World Cal. | 5º   | Ashleigh Moolman (6ª)    |
| 2015 | World Cup  | 4º   | Ashleigh Moolman (9ª)    |
| 2016 | World Cal. | 4º   | Ashleigh Moolman (12ª)   |
| 2016 | World Tour | 6º   | Lotta Lepistö (14ª)      |
| 2017 | World Cal. | 5º   | Ashleigh Moolman (8ª)    |
| 2017 | World Tour | 7º   | Lotta Lepistö (9ª)       |
| 2018 | World Cal. | 7º   | Ashleigh Moolman (5ª)    |
| 2018 | World Tour | 7º   | Ashleigh Moolman (6ª)    |
| 2019 | World Cal. | 10º  | Leah Thomas (34ª)        |
| 2019 | World Tour | 12º  | Leah Thomas (51ª)        |
| 2020 | World Cal. | 5º   | Marlen Reusser (20ª)     |
| 2020 | World Tour | 8º   | Mikayla Harvey (17ª)     |

## Palmarès

### Grandi Giri
- Giro d'Italia

Partecipazioni: 10 (2005, 2006, 2007, 2008, 2009, 2015, 2017, 2018, 2019, 2020)
Vittorie di tappa: 11
2005: 4 (3 Nicole Brändli, Zul'fija Zabirova)
2006: 1 (Nicole Brändli)
2007: 1 (Nicole Brändli)
2009: 1 (Noemi Cantele)
2015: 1 (Annemiek van Vleuten)
2017: 1 (Lotta Lepistö)
2019: 1 (Elizabeth Banks)
2020: 1 (Elizabeth Banks)
Vittorie finali: 1
2005 (Nicole Brändli)
Altre classifiche: 3
2005: Punti (Nicole Brändli)
2017: Giovani (Cecilie Uttrup Ludwig)
2020: Giovani (Mikayla Harvey)

### Campionati nazionali
- Campionati austriaci: 2

In linea: 2013 (Andrea Graus); 2014 (Jacqueline Hahn)
- Campionati belgi: 1

Cronometro: 2018 (Ann-Sophie Duyck)
- Campionati canadesi: 1

In linea: 2015 (Joëlle Numainville)
- Campionati cechi: 1

Cronometro: 2020 (Nikola Nosková)
- Campionati danesi: 3

Cronometro: 2017, 2018 (Cecilie Uttrup Ludwig); 2020 (Emma Norsgaard Jørgensen)
- Campionati finlandesi: 10

In linea: 2014, 2015, 2016, 2017, 2018 (Lotta Lepistö)
Cronometro: 2014, 2015, 2016, 2017, 2018 (Lotta Lepistö)
- Campionati italiani: 1

Cronometro: 2009 (Noemi Cantele)
- Campionati kazaki: 8

In linea: 2005, 2006, 2007, 2008 (Zul'fija Zabirova)
Cronometro: 2005, 2006, 2007, 2008 (Zul'fija Zabirova)
- Campionati neozelandesi: 1

In linea: 2020 (Niamh Fisher-Black)
- Campionati statunitensi: 1

Cronometro: 2016 (Carmen Small)
- Campionati sudafricani: 3

In linea: 2015 (Ashleigh Moolman-Pasio)
Cronometro: 2015, 2017 (Ashleigh Moolman-Pasio)
- Campionati svizzeri: 9

In linea: 2006 (Sereina Trachsel); 2008, 2009 (Jennifer Hohl); 2017 (Nicole Hanselmann); 2020 (Elise Chabbey)
Cronometro: 2009 (Karin Thürig); 2015 (Doris Schweizer); 2018 (Nicole Hanselmann); 2019 (Marlen Reusser)
- Campionati tedeschi: 1

In linea: 2017 (Lisa Klein)

## Organico 2020
Aggiornato al 28 agosto 2020.

### Staff tecnico
|  | Naz.                | Ruolo  | Sportivo       |  |  |  |
|  | ------------------- | ------ | -------------- |  |  |  |
|  | Svizzera (bandiera) | GM, DS | Thomas Campana |  |  |  |

### Rosa
|  | Naz.                     |  | Sportivo                 | Anno |  |  |
|  | ------------------------ |  | ------------------------ | ---- |  |  |
|  | Regno Unito (bandiera)   |  | Elizabeth Banks          | 1990 |  |  |
|  | Svizzera (bandiera)      |  | Elise Chabbey            | 1993 |  |  |
|  | Nuova Zelanda (bandiera) |  | Niamh Fisher-Black       | 2000 |  |  |
|  | Nuova Zelanda (bandiera) |  | Mikayla Harvey           | 1998 |  |  |
|  | Germania (bandiera)      |  | Clara Koppenburg         | 1995 |  |  |
|  | Danimarca (bandiera)     |  | Emma Norsgaard Jørgensen | 1999 |  |  |
|  | Rep. Ceca (bandiera)     |  | Nikola Nosková           | 1997 |  |  |
|  | Svizzera (bandiera)      |  | Marlen Reusser           | 1991 |  |  |
|  | Italia (bandiera)        |  | Maria Vittoria Sperotto  | 1996 |  |  |
|  | Svizzera (bandiera)      |  | Kathrin Stirnemann       | 1989 |  |  |
|  | Stati Uniti (bandiera)   |  | Leah Thomas              | 1989 |  |  |
|  | Regno Unito (bandiera)   |  | Sophie Wright            | 1999 |  |  |